# Macgregor Laird
Macgregor Laird (Greenock,1808 – Londres, 9 de enero de 1861) fue un comerciante escocés, pionero del comercio británico en el río Níger.

## Biografía

### Primeros años de vida
Laird fue el hijo menor de Agnes y William Laird, fundador de una empresa de construcciones navales. Estudió en la Universidad de Edimburgo, y después de graduarse, se unió a la empresa familiar, pues estaba interesado en la construcción de barcos de vapor.

### Viaje a Níger
En 1831, después de que Richard Lander y su hermano John dieran a conocer el curso inferior del Níger y su desembocadura a los europeos, Laird y algunos comerciantes de Liverpool formaron la African Inland Commercial Company para desarrollar comercialmente la región. El objetivo principal era fomentar el comercio con las comunidades del interior, pues se pensaba que el comercio era el mejor medio para detener la trata de esclavos y mejorar la condición social de los africanos. Laird también tenía el objetivo personal de implementar en África ideales cristianos y humanitarios. 
Laird diseñó los barcos para navegar por el Níger. En 1832, la compañía envió dos pequeños barcos y un bergantín al Níger. El plan inicial era establecer el bergantín en el río Nun, un afluente del Níger con antecedentes de comercio con los europeos, y establecer un puesto comercial en Lokoja. 
Laird estaba entre los cuarenta y ocho viajeros europeos en la expedición, dirigida por Richard Lander. Todos menos nueve murieron de fiebre o por heridas. Laird subió por el Níger hasta la confluencia con el río Benue, que fue el primer europeo en remontar. No fue muy lejos río arriba, pero se formó una idea precisa de su origen y curso. 
Laird se vio debilitado por la fiebre y tuvo que regresar a Fernando Po, donde fue recibido por el gobernador británico Edward Nicolls, quien más tarde sería su suegro. Descansó allí antes de regresar a Inglaterra en 1834. Laird, el cirujano Oldfield y el marino William Allen fueron los únicos oficiales sobrevivientes. En 1837, Laird y Oldfield publicaron Narrative of an Expedition into the Interior of Africa by the River Niger in 1832, 1833, 1834.
A pesar de la fallida expedición, Laird continuó estimulando el intercambio comercial con el interior de África occidental, particularmente con los asentamientos más cercanos a la desembocadura del río Níger. Aconsejó cultivar el comercio con los intermediarios costeros y luego enviar barcos de vapor al interior para contactar directamente con las comunidades del interior. 

### British and North American Steam Navigation Company
En 1837 fue uno de los promotores de la British and American Steam Navigation Company, una compañía formada para operar barcos de vapor entre Inglaterra y Nueva York. En 1838 el Sirius, enviado por esta compañía, fue el primer barco en cruzar el Atlántico desde Europa enteramente a vapor.
Otro de sus barcos de vapor, el British Queen, prestaba un servicio de correo entre Inglaterra y América, pero con escaso éxito comercial. Un tercer barco, el President, desapareció en ruta a Inglaterra desde Nueva York. Por falta de rentabilidad, la compañía fue liquidada en 1841.

### African Steam Navigation Company
Laird presentó una propuesta para una comunicación postal regular por barco de vapor entre Inglaterra y África occidental. La propuesta encontró aceptación entre el gobierno y Laird obtuvo un contrato de correo para la empresa que había cofundado en 1852, la African Steam Navigation Company. 
En 1854, el vapor Pleiad, con William Balfour Baikie al mando, realizó un viaje exitoso y a partir de entonces se organizaron viajes comerciales anuales en barcos de vapor construidos especialmente para la navegación por el Níger y el Benue. Se fundaron varias estaciones comerciales británicas en el curso Níger. El apoyo gubernamental se retiró después de la muerte de Laird y Baikie, aunque los comerciantes británicos continuaron frecuentando el río, que Laird había abierto con poco o ningún beneficio personal.